# Ehlerange
Ehlerange är en ort i kommunen Sanem i kantonen Esch-sur-Alzette i Luxemburg. Ehlerange ligger 298 meter över havet och antalet invånare är 756.